# K-디자인 어워드
K-디자인 어워드는 디자인소리가 주최하는 대한민국의 디자인 어워드로, 아시아 3대 디자인 어워드 중 하나이다.

## 역사
2012년, 처음 시작되었다.
2024년, 23개국 2627개 상품이 참가하여 10개국, 33명 이상의 심사위원 평가를 거쳐 총 313개의 수상작이 선정되었다.